# Adelphia
Adelphia is een geslacht van vlinders van de familie snuitmotten (Pyralidae), uit de onderfamilie Phycitinae.

## Soorten
- A. ochripunctella Dyar, 1908
- A. petrella Zeller, 1846